# Ґрабово (Квідзинський повіт)
Ґрабово (пол. Grabowo, нім. Grabau) — село в Польщі, у гміні Садлінки Квідзинського повіту Поморського воєводства.
Населення — 127 осіб (2011).
У 1975-1998 роках село належало до Ельблонзького воєводства.

## Демографія
Демографічна структура станом на 31 березня 2011 року:
|          | Загалом | Допрацездатний вік | Працездатний вік | Постпрацездатний вік |
| -------- | ------- | ------------------ | ---------------- | -------------------- |
| Чоловіки | 57      | 8                  | 47               | 2                    |
| Жінки    | 70      | 19                 | 39               | 12                   |
| Разом    | 127     | 27                 | 86               | 14                   |